# Hubert Adams Carter
Huber Adams Carter, noto anche con lo pseudonimo di Ad (Newton, 6 giugno 1914 – 1º aprile 1995), è stato un alpinista e insegnante statunitense oltre che essere stato redattore per 35 anni dell'American Alpine Journal.

## Biografia
Carter è nato a Newton, Massachusetts, nel 1914, e ha fatto la sua prima ascensione sul monte Washington (1917 metri) all'età di cinque anni. Si è laureato alla Milton Academy di Milton, Massachusetts, nel 1932 e all'Harvard College nel 1936.
Nel 1934, Carter partecipò con Bradford Washburn alla prima salita del monte Crillon (3879 m) in Alaska. Nel 1936 fu membro della spedizione himalayana britannico-americana che fece la prima ascensione del Nanda Devi (7816 m) in India, che rimase la montagna più alta mai scalata fino al 1950.
Carter divenne anche membro della United States Ski Team, partecipando ai campionati mondiali di sci alpino nel 1937 e ai campionati panamericani nel 1938.
Durante la seconda guerra mondiale, Carter ha contribuito alla creazione e alla formazione della 10ª Divisione da montagna. Ha tradotto materiale in tedesco, francese, spagnolo e italiano per la stesura dei primi manuali dell'esercito sulla guerra in montagna e nello sviluppo di attrezzature. Carter interrogò anche prigionieri di guerra tedeschi e giapponesi. Nel 1945 fu premiato con una Commendation for Meritorious Civilian per il suo servizio in tempo di guerra.
Dopo aver conseguito un master al Middlebury College nel 1947, Carter è tornato all'Accademia di Milton, dove ha insegnato francese, tedesco e spagnolo fino al suo pensionamento nel 1979. Ha anche fondato il Club di sci e alpinismo della scuola, che è diventato lo H. Adams Carter Outdoor Program. Carter usava spesso la sua seconda casa a Jefferson, nel New Hampshire, come campo base per le gite scolastiche sulle White Mountains.
Carter è stato ufficiale dell'American Alpine Club dal 1954 al 1958 e direttore dell'American Alpine Journal dal 1960 al 1995. Sotto il suo incarico di redattore, il Journal è diventato una delle più importanti riviste mondiali di record per l'alpinismo. Ha continuato a partecipare a spedizioni alpinistiche, tra cui una per il rilievo dell'Ojos del Salado (6893 m) nel 1956, diversi viaggi alla Cordillera Blanca in Perù, e una seconda spedizione a Nanda Devi nel 1976, che ha co-diretto con Louis Reichardt e Willi Unsoeld.
Grazie al suo lungo lavoro come redattore dell'American Alpine Journal, Carter divenne un importante cronista dell'alpinismo.

## Salite degne di nota
- Sulla cresta est del monte Crillon, lungo Fairweather Range, Alaska, USA. Cima raggiunta il 19 luglio 1934 con Bradford Washburn.[3]